# Roberto Scheda
Roberto Scheda (Livorno, 30 ottobre 1942) è un politico e avvocato italiano, senatore della Repubblica e sindaco di Vercelli dal 2024.

## Biografia
Laureato in giurisprudenza all'Università degli Studi di Pavia, è diventato avvocato.
È stato vicesindaco di Vercelli dal 1975 al 1977, assessore comunale dal 1970 al 1975, consigliere comunale dal 1970 al 1981 e Presidente della Cassa di Risparmio di Vercelli dal 1981 al 1992.
Alle elezioni politiche del 1992 viene eletto al Senato della Repubblica nel collegio di Biella nella XI legislatura Italiana, nelle liste del Partito Socialista Italiano. Presidente del Consiglio Provinciale di Vercelli dal 1999 al 2002.
È segretario regionale del Nuovo PSI in Piemonte.
Assessore alle opere pubbliche e infrastrutture nel comune di Vercelli dal 2004 al 2014 col Nuovo PSI e PDL, dal 2009 al 2019 è stato sindaco di Rosasco in provincia di Pavia.
Alle elezioni amministrative del 26 maggio 2019 si candida a sindaco di Vercelli con due liste civiche ma si piazza terzo con il 14,39%. Ci riprova cinque anni più tardi con il sostegno di Fratelli d'Italia, Lega e Forza Italia. Successivamente, nei ballottaggi del 24 giugno, risulta eletto sindaco di Vercelli con il 54,19%, battendo l'avversario Gabriele Bagnasco, già sindaco dal 1995 al 2004.